# Juozas Galdikas
Juozas Galdikas (ur. 31 października 1958 w Druskienikach) – litewski lekarz, nauczyciel akademicki i polityk, profesor, poseł na Sejm Republiki Litewskiej, w latach 1996–1998 minister zdrowia.

## Życiorys
Ukończył szkołę średnią w rodzinnej miejscowości, a następnie studia medyczne. Kształcił się w Kowieńskim Instytucie Medycznym i na Uniwersytecie Wileńskim, został absolwentem drugiej z tych uczelni. W 1983 podjął pracę w pracowni chirurgii sercowo-naczyniowej Uniwersytetu Wileńskiego, specjalizował się w zakresie angiochirurgii. W 1987 został kandydatem nauk medycznych, w 1992 obronił doktorat, w 1996 uzyskał profesurę. Odbywał staże m.in. w Szwajcarii i Niemczech.
W latach 90. zaangażował się w działalność polityczną w ramach Związku Ojczyzny. W latach 1995–1996 pełnił funkcję naczelnika wydziału ochrony zdrowia w administracji miejskiej Wilna. W kadencji 1996–2000 sprawował mandat posła na Sejm. Od grudnia 1996 do marca 1998 zajmował stanowisko ministra zdrowia w drugim rządzie Gediminasa Vagnoriusa. Od 2001 był wicedyrektorem VASPVT (państwowej służby akredytacyjnej przy ministrze zdrowia), w 2006 objął kierownictwo tej instytucji (zakończył urzędowanie w 2014).